# Loreta (imię)
Loreta – angielski odpowiednik imienia Laura. Forma powstała przez redukcję włoskiego zdrobnienia tego imienia do Lauretta.
Loreta imieniny obchodzi 10 grudnia; przyjmuje się, że jest to pamiątka bł. dziewicy Marii z Loreto. 